# جام نقره‌ای زن ایلامی
جام نقره‌ای زن ایلامی یا ایزدبانوی ایلامی که با نام "جام سیمین مرودشت" شناخته شده است، از آثار باستانی دوره ایلام است. بر روی این جام نقش زنی ایلامی که لباسی زیبا بر تن کرده تصویر شده است. بر بالای این جام نوشته‌ای به صورت نواری باریک از خط ایلامی حکاکی شده‌است. جام نقره‌ای زن ایلامی در یک و نیم کیلومتری شمال غربی صفحه تخت جمشید در شهرستان مرودشت، استان فارس در حال کندن قناتی کشف شده و قدمت آن به ۲۰۰۰ سال پیش از میلاد در سده‌های پایانی هزاره سوم (دوره ایلامی کهن) بر می‌گردد. این دست ساخته زیبا امروزه در موزه ایران باستان تهران نگهداری می‌شود.